# Lettlands herrjuniorlandslag i ishockey
Lettlands herrjuniorlandslag i ishockey representerar Lettland i ishockey för herrjuniorer. Första landskampen spelades den 10 november 1992, då man utklassade Grekland med 47-1 i Riga under kvalet till juniorvärldsmästerskapets C-grupp.

### Fotnoter
1. ↑  ”Championnats du monde junior 1992/93 des moins de 20 ans” (på franska). Hockeyarvhices. 1992-1993. http://www.passionhockey.com/hockeyarchives/U-20_1993.htm. Läst 15 december 2013.